# Mike Hawkins
Michael Hawkins (Dallas, 15 luglio 1983) è un giocatore di football americano statunitense.

## Carriera professionistica
Scelto al draft dai Green Bay Packers, nella stagione 2005 ha giocato 11 partite di cui una da titolare facendo 13 tackle di cui 11 da solo e 2 deviazioni difensive.
Nella stagione 2006 è passato ai Cleveland Browns dove ha giocato 7 partite, nessuna da titolare, facendo un tackle da solo. Poi è passato ai Minnesota Vikings senza però mai giocare.
Il 26 agosto 2009 ha firmato per gli Oakland Raiders, dopo esser passato prima dai Dallas Cowboys e poi dai Tampa Bay Buccaneers. Il 6 settembre è stato svincolato dopo un infortunio.